# Salix hsinganica
Salix hsinganica är en videväxtart som beskrevs av Yui Liang Chang och Skvortsov. Salix hsinganica ingår i släktet viden, och familjen videväxter. Inga underarter finns listade i Catalogue of Life.